# C'est plus qu'un jardin
C'est plus qu'un jardin est une émission de télévision documentaire canadienne sur le jardinage, l'entretien d'un potager et l'agriculture biologique diffusée depuis le 8 avril 2021 sur la chaîne Unis TV.

## Synopsis
Dans cette émission, deux familles aux profils complètement différents s'engagent sur la voie de l'autosuffisance alimentaire en compagnie de l'agriculteur biologique Jean-Martin Fortier des Jardins de la grelinette et de la Ferme des Quatre-Temps ainsi que du formateur en agriculture Dany Bouchard de l'Académie potagère. La première famille élabore un grand potager selon les principes de l'agriculture biologique et biointensive et apprend à en tirer un maximum de rendement, mais aussi à minimiser les pertes en transformant leurs légumes pour la conservation, en fabriquant leur propre compost et en combattant les nuisibles de façon naturelle. La famille d'Emmanuel Bilodeau et d'Édith Cochrane, deux acteurs et animateurs connus au Québec, quant à elle réside sur un terrain boisé et montagneux dans la région des Laurentides qui ne permet pas l'établissement d'un potager conventionnel. Ils apprendront donc à tirer profit de leur environnement, que ce soit pour découvrir les plantes comestibles qui peuplent déjà la forêt qui les entoure, pour y planter des légumes et plantes aromatiques et médicinales indigènes ou pour y faire la culture de champignons, l'élevage de poules et de grillons. Ils améliorent aussi plusieurs éléments de leur habitation pour rendre leur milieu de vie plus écologique : toilette au compost, récupération d'eau de pluie, four à pain fait d'argile de sable et de pneus recyclés, etc. Ainsi, le défi de l'indépendance alimentaire que s'étaient fixés les deux familles au départ devient plus large et l'autosuffisance devient une vision possible autant en termes d'approvisionnement en eau et en énergie mais aussi en termes de façon de diminuer son empreinte écologique.
Tout au long de l'émission, Jean-Martin Fortier, qui fait office d'animateur de l'émission présente les différents enjeux liés au système alimentaire actuel et les changements que tout le monde peut faire, non seulement pour avoir un mode de vie plus écologique et durable, mais aussi pour aider l'économie locale à s'épanouir.

## Épisodes
Chaque épisode présente un concept, une thématique vécue différemment par chacune des familles.

### Première saison (2021)
1. C'est un départ
2. Planter
3. Conserver l'eau
4. S'inspirer des autres
5. Essayer pour apprendre
6. Utiliser la nature à bon escient
7. Apprendre des autres
8. Prendre soin de sa terre
9. Nourrir notre environnement
10. Ne pas gaspiller
11. Conserver ses aliments
12. Récolter ce que l'on sème
13. Se préparer à l'hiver

### Deuxième saison (2022)
1. Donner l'exemple
2. Réduire ses déchets
3. Se lancer dans des projets
4. Fabriquer de ses mains
5. Prendre le temps de s'arrêter